# 東京工業高等専門学校

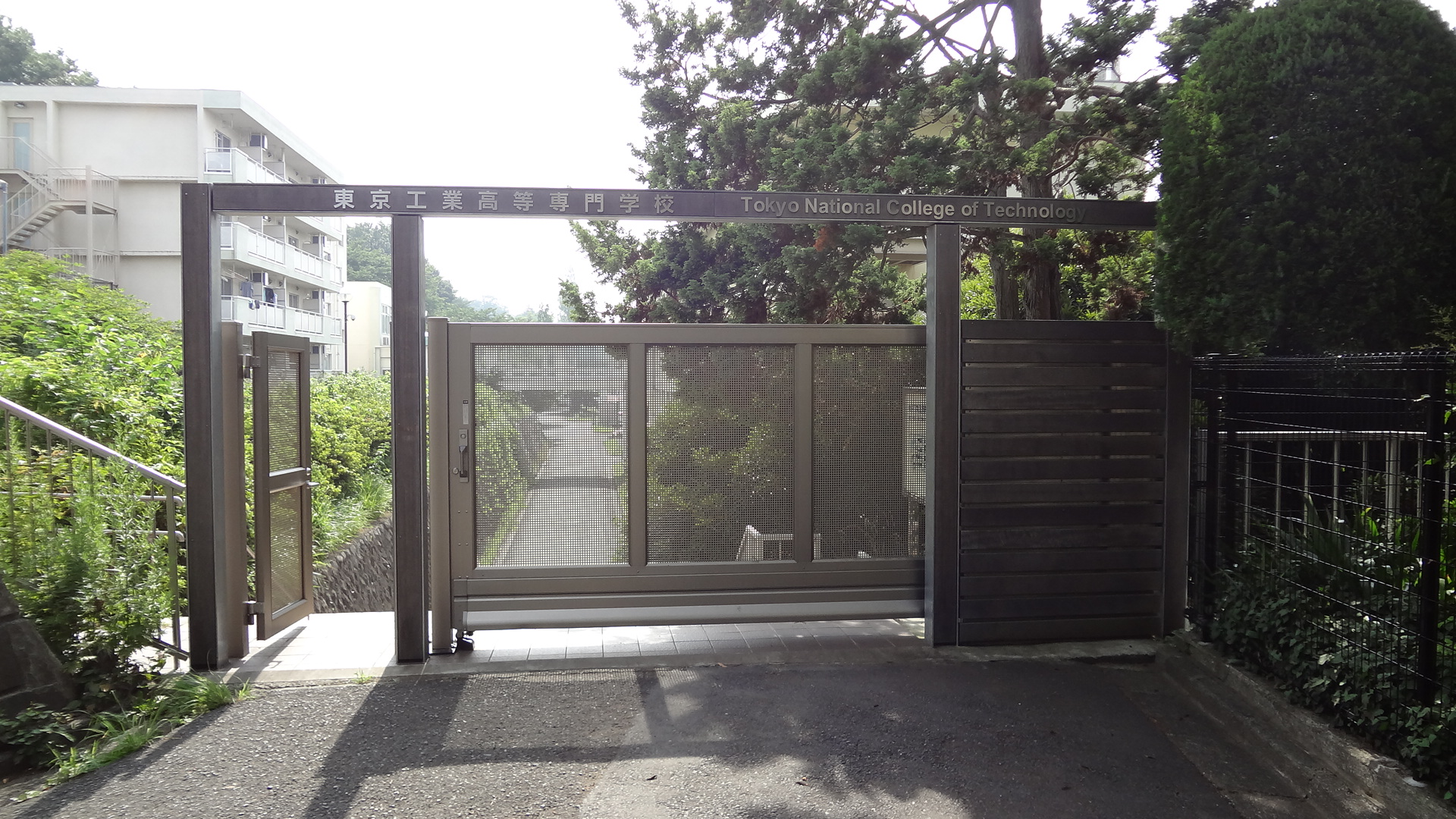
西門（狭間門）より

東京工業高等専門学校（とうきょうこうぎょうこうとうせんもんがっこう、英語: National Institute of Technology, Tokyo College）は、東京都八王子市椚田町に本部を置く日本の国立高等専門学校。1965年に設置された。略称は東京高専。

## 概観

### 学校全体
東京工業高等専門学校は東京都八王子市にキャンパスをもち、準学士課程5学科学士課程3学科を擁する高等専門学校。国立高専4期校として1965年に設置された。2005年度から準学士課程に限り、全国的に珍しく、1年生で全学科の実習を行い、2年生で所属学科の決定がされる実質の一括入試を行っている。

### アドミッション・ポリシー
教育目標は次の通り定められた。
1. 技術と地球環境保全との関係を理解し、技術者に求められる危機・安全に関する倫理観と的確な行動規範を身につけた技術者を育成する
2. 日本語及び英語によるコミュニケーション能力を身につけ、国際的に活躍しうる素養を持った技術者を育成する
3. 基礎学力の上に、実践力、創造力、研究開発能力を身につけた技術者を育成する
4. 生涯にわたる自己啓発能力や健康管理能力及び社会の変化に的確に対応できる柔軟性を身につけた技術者を育成する

これらは、初代校長である岡俊平が掲げた教育方針を元にしている。また、岡は東京工業高専の教育目標について
どのような局面にも対処できる柔軟な心と、いかなる困難も乗り切りうる強固な意志と、あらゆる試練に耐えうる健全な身体とを持ち、しかも人間として好ましい味と深みとのある人柄であり、必要な学問と技術との基礎を充分身につけていて、いつでもどこでも自由に応用できる能力があり、長い一生を通じて限りなく伸び続けていくことの出来る潜在能力のある人物を育成する。—岡 俊平、東京工業高等専門学校
と述べている。
現在（2021年度）ではアドミッションポリシーは次のように変更されている。

## 沿革

### 略歴
国立高専4期校として1965年に設置された。

### 年表
- 1965年4月1日 国立高専4期校として国立学校設置法の一部改定により、入学定員120名で開校（機械工学科・電気工学科・工業化学科）[1]。
- 1965年4月26日 八王子市民会館にて第1回入学式挙行。この日を開校記念日とする[1]。
- 1970年4月1日 電子工学科設置[1]
- 1988年4月1日 情報工学科設置[1]
- 1993年4月1日 工業化学科を物質工学科に改組[1]
- 2001年 女子寮設置[1]
- 2003年4月1日 専攻科設置[1]
- 2004年4月1日 独立行政法人化[1]
- 2007年5月14日 創成型工学教育プログラム:工学（融合複合・新領域関連分野）としてJABEE認定[1]
- 2019年 JABEE修了認定の取り止め[2]

## 基礎データ

### 所在地
本部（東京都八王子市椚田町1220-2）
公共交通機関からの所要時間は下記のとおりである。
- JR中央線 高尾駅から 徒歩25分
- 京王高尾線 狭間駅から 徒歩5分
- 京王高尾線 めじろ台駅から 徒歩15分

## 教育および研究

### 設置学科

#### 本科（準学士課程）
現在下記の学科が設置されている。括弧内は略称。修業年限は5年間。卒業すると準学士の称号を使用することができる。
- 機械工学科（M） : 創造性豊かな発想で機械を設計製作できる技術者の養成。略称は「Department of Mechanical Engineering」より。
- 電気工学科（E） : エネルギー・制御・電子物性・デバイス・情報・通信の分野を包含した電気工学を総合的に学び、優秀な電気技術者になる素地を育てる。略称は「Department of Electrical Engineering」より。
- 電子工学科（D） : 21世紀を支えるエレクトロニクス技術者の育成。略称は「Department of Electronic Engineering」だが電気工学科（Department of Electrical Engineering）と被るので、「Denshi Kougaku Ka」より。
- 情報工学科（J） : 目覚しく技術革新が続く時代にあって、将来の技術革新にも対応でき、社会をリードできる人材を育てる。略称は「Department of Computer Science」だが、物質工学科と被るので、「Jouhou Kougaku Ka」より。
- 物質工学科（C） : 先端技術（新材料開発、バイオテクノロジー、環境・エネルギー）を学ぶ。略称は「Department of Chemical Science and Engineering」より。

| 学科          | 学級数 | 入学定員 | 収容定員 |
| ------------- | ------ | -------- | -------- |
| 機械工学科(M) | 1      | 40人     | 200人    |
| 電気工学科(E) | 1      | 40人     | 200人    |
| 電子工学科(D) | 1      | 40人     | 200人    |
| 情報工学科(J) | 1      | 40人     | 200人    |
| 物質工学科(C) | 1      | 40人     | 200人    |

#### 専攻科（学士課程）
現在下記の学科が設置されている。括弧内は略称。各科の専門教育を受講する。2年間の専攻科教育の終了後、大学改革支援・学位授与機構に論文を提出し審査に合格すると学士の学位が与えられる。
- 機械情報システム工学専攻（AS） : 機械工学・情報工学とこれらの応用技術を基礎としてコンピュータと機械が融合した機械情報システムに関する総合的知識・技術を演習・実習の中に組み込んで教授する。略称は「Advance Department of Information and Mechanical Systems Engineering」より。
- 電気電子工学専攻（AE） : 情報・通信・回路・制御、電子材料・デバイス、エネルギーなどの基本的な知識・技術を基に、電気電子システムに関する総合的な知識・技術を教授する。略称は「Advance Department of Electronic and Electrical Engineering」より。
- 物質工学専攻（AC） : 材料、環境・生物を化学の視点でとらえ、新規材料の開発と製造、環境浄化と環境管理、バイオ製品の開発と製造に関する知識と技術を教授する。略称は「Advance Department of Chemical Engineering」より。

| 専攻                         | 入学定員 | 収容定員 |
| ---------------------------- | -------- | -------- |
| 機械情報システム工学専攻(AS) | 8人      | 16人     |
| 電気電子工学専攻(AE)         | 8人      | 16人     |
| 物質工学専攻(AC)             | 4人      | 8人      |

### 過去の設置学科

#### 本科（準学士課程）
過去に下記の学科が設置されていた。括弧内は略称。
- 工業化学科（I） : 物質工学科の先駆けとなった学科。1993年4月1日に物質工学科に改組して現在は存在していない。略称は「Department of Industrial Chemical Engineering」より。

### 学科選択制
2005年度より1年生では学科に関係ないクラス編成を行っている。入学試験にて学科が配属されるが、仮所属とされる。1年生では「ものづくり基礎工学」と称する科目で全ての実験・実習を行う。1年生最後には希望学科の調査を行い、所属学科の決定がされる。各学科には定員があり、それを超えて希望が集まると入学時の成績と面接により点数化され、上位から定員までの学生がその学科に進級できる。残りの学生は他の学科に回ることになる。実質の一括入試である。この制度により、自分の希望しない学科に配属されてしまう場合があるため、第2学年時に転科をすることができる制度がある。

### 社会実装教育
社会実装教育として「KOSEN発“イノベーティブ・ジャパン”プロジェクト」に定評がある。東京高専を拠点に21高専が連携し、イノベーションを実現しうる技術者を育成する。

## 学生生活

### 部活動・クラブ活動・サークル活動
現在下記の部活・同好会がある。
| 運動系部 - 陸上競技部 - 水泳部 - 野球部 - サッカー部 - ハンドボール部 - バスケットボール部 - バレーボール部 - 卓球部 - バドミントン部 - 硬式テニス部 - ソフトテニス部 - 柔道部 - 剣道部 | 文化系部 - 自動車部 - 写真部 - 吹奏楽部 - 軽音楽部 - 茶道・華道部 - 科学部 - ジャグリング部 - 将棋部 | 同好会・その他 - E.S.S同好会 - 手話同好会 - レクリエーション同好会 - フットサル同好会 - 器楽・合唱同好会 - 演劇同好会 - クライミング同好会 - ダンス同好会 - 農林同好会 - 数学同好会 - 鉄道同好会 - 調査・研究同好会 - 美術同好会 - ボードゲーム同好会 - ものづくり同好会 - バーチャルライブ同好会 - デジタルアート同好会 - ロボコンゼミ - プロコンゼミ - ドローン研究ゼミ - 環境ゼミ |

### くぬぎだ祭
文化祭は、所在地が椚田町であることから、くぬぎだ祭と呼ばれる。部活動やクラスごとの模擬店のほか、部活動の催し物、ステージなどがある。また、サイエンスフェスタが同時開催される。主に地域住民に向けて高学年の研究発表や学科・協賛企業による催し物がある。

### スポーツ大会
体育祭は、スポーツ大会と呼ばれる。学科（M,D,E,J,C）と専攻科・教員の6つに分けポイント制で競う。女子と女装した男子のみ参加できる競技や、速さだけでなく面白さを競う部活対抗競技等もある。

### チャレンジウォーク
体育科・体育局が、後援会の支援のもと行う、東京高専から多摩川児童公園までの約27kmを歩くイベント。1994年度からの恒例行事。聖蹟桜ヶ丘駅や茅ケ崎駅がゴールに設定されていた時期もある。学校関係者以外も申し込めば参加可能。2007年度～2009年度まで1年生は原則全員参加だったが、2010年度（雨天による）・2011年度（東日本大震災による）の大会中止後、2012年度は任意参加になった。また、雨天でも実施するようになった。

### 球技大会
主に体育局が中心になって行う。体育館で1チーム6人で球技を行うイベント。任意参加であり、上位チームには景品が出る。

### 逃走中
主に体育局が中心になって行う。校内で、逃走中のようなルールで鬼ごっこを行う。任意参加であり、逃げ切った人には景品が出る。
（2021年現在行事の存在が確認できていない）

### 駅伝大会
主に体育局が中心になって行う。

## 施設

### キャンパス
学校内には、下記の施設がある。空調設備はセントラルヒーティングのみだったが、2006年度からエアコンが設置された。また、丘陵地にあるため、1棟の2～3階の踊り場と2棟の1階、2棟の2階と3棟の1階、3棟の2階と4棟の1階がそれぞれ渡り廊下で接続されるという変則的な構成となっている。
- 第1棟 （管理棟） : 3階建て。1966年に竣工され、2010年に改修された。一般（物理科・体育科を除く）科の教官室が集まっている。また、総務課、校長室などの運営部門も集中している。
- 第2棟 （物質工学科・一般講義棟） : 4階建て。1966年に竣工され、2007年に改修された。建物の西側半分が物質工学科関係の実験室や教官室があり、東側半分が2,3年情報科、3年機械科を除くすべての1年生から4年生のクラスルームがある。
- 新2棟 （新物質工学科棟） : 4階建て。1995年に、第2棟のスペースの都合で竣工された。物質工学科関係の実験室や教官室がある。第2棟と横で繋がっているが第2棟との間は外階段がついているため、普段行き来することができない。
- 第3棟 （機械・電気・電子工学科棟） : 4階建て。1967年に竣工されて、2009年に改修された。物理科（1階）・機械（1階・2階）・電気（3階）・電子（2階・4階）工学科の実験室や教官室がある。棟1階の渡り廊下より西側の部屋には廊下がなく、建物の外から直接入る。屋上に太陽光発電システムがあり、校内の照明の電源に用いられている。発電量表示盤が第3棟の玄関にある[10]。
- 第4棟 （図書館棟） : 2階建て。1974年に竣工され、1996年に改修された。図書館のほか、学生課、自学自習室、第2コンピュータ演習室等がある。
- 第5棟 （講義棟） : 2階建て。1981年に竣工され、2012年に改修された。第1コンピュータ演習室のほか、200人ほど（一学年全体の人数に相当）が収容できる大講義室やサーバー室等がある。第4棟と横に繋がっている。
- 第6棟 （産業技術センター） : 2階建て。1982年に竣工され、2014年に改修された。光造型機や各種計測器が設置されている部屋があるが、主に企業との共同研究などに使われている。
- 第7棟 （情報工学科棟） : 5階建て。1989年に竣工され、2023年に改修された。情報工学科関係の実験室や教官室が集中する建物。2,3年情報科のクラスルームがある。
- 第8棟 
  - （専攻科・総合教育棟） : 4階建て。2005年に竣工された。専攻科のクラスルームがある。1階にはマルチメディア教室（MM教室）がある。3年機械科のクラスルームがある。
  - （コラボレーション・コモンズ） : 3階建て。2017年度に竣工された。すべての階で渡り廊下により専攻科・総合教育棟と接続されている。1階に知の共有・発信機能、2階に産学連携機能、3階に社会実装教育機能が持たされていて、学生が自由に使用できるワーキングスペースである「はざまる工房」がある[11]。
- 第１体育館 : 1階建て。1966年に竣工され、2010年に改修された。ステージ、ロッククライミング用の人工岩壁、卓球台、プロジェクタ、体育科の教官室がある。
- 第２体育館 : 1階建て。1982年に竣工された。体育室のみ。体育科の教官室がある。
- グラウンド : 400M 7コースのトラックがある。また、野球場が隣接している。また、グラウンドにある一本の木がツリーイングの日本百名木としてTree Master Climbing Academy（TMCA）が認定した。クスノキ二郎の名前で親しまれている。
- テニスコート : 1966年に作られ、2012年に改修された。4面ある。部活や授業で利用される。
- プール : 1969年に作られた。1994年にプール附属家が竣工された。8コース25mプールがある。部活や授業で利用される。
- トレーニングセンター : プレハブの中にトレーニングマシーンが設置されている。登録された学生のみ使用することができる。
- ものづくり教育センター : 1階建て。1966年に作られ、2013年に改修された。機械工場、鋳造室、溶接室、CAD室がある。
- 武道場 : 1階建て。1969年に竣工された。部活で使用される。
- 学生食堂 : 1階建て。1971年に竣工された。大学生協が経営する学生食堂がある。くぬぎだ会館と繋がっており、別の建物と気づかない人も多い。
- くぬぎだ会館 : 2階建て。1983年に竣工された。大学生協が経営する生協売店の他、保健室、学生会室、学生相談室等がある。
- 合同研修所 : 1階建て。1979年に竣工され、2002年に改修された。合宿研修ができる。部活などで利用される。
- 森のカフェ : 正式な名称ではないが、愛称として呼ばれている。敷地北東の土地（北部の線路沿い）のことを指す。
- 国際寮・第1寄宿舎棟・第2寄宿舎棟・第3寄宿舎棟：後述。

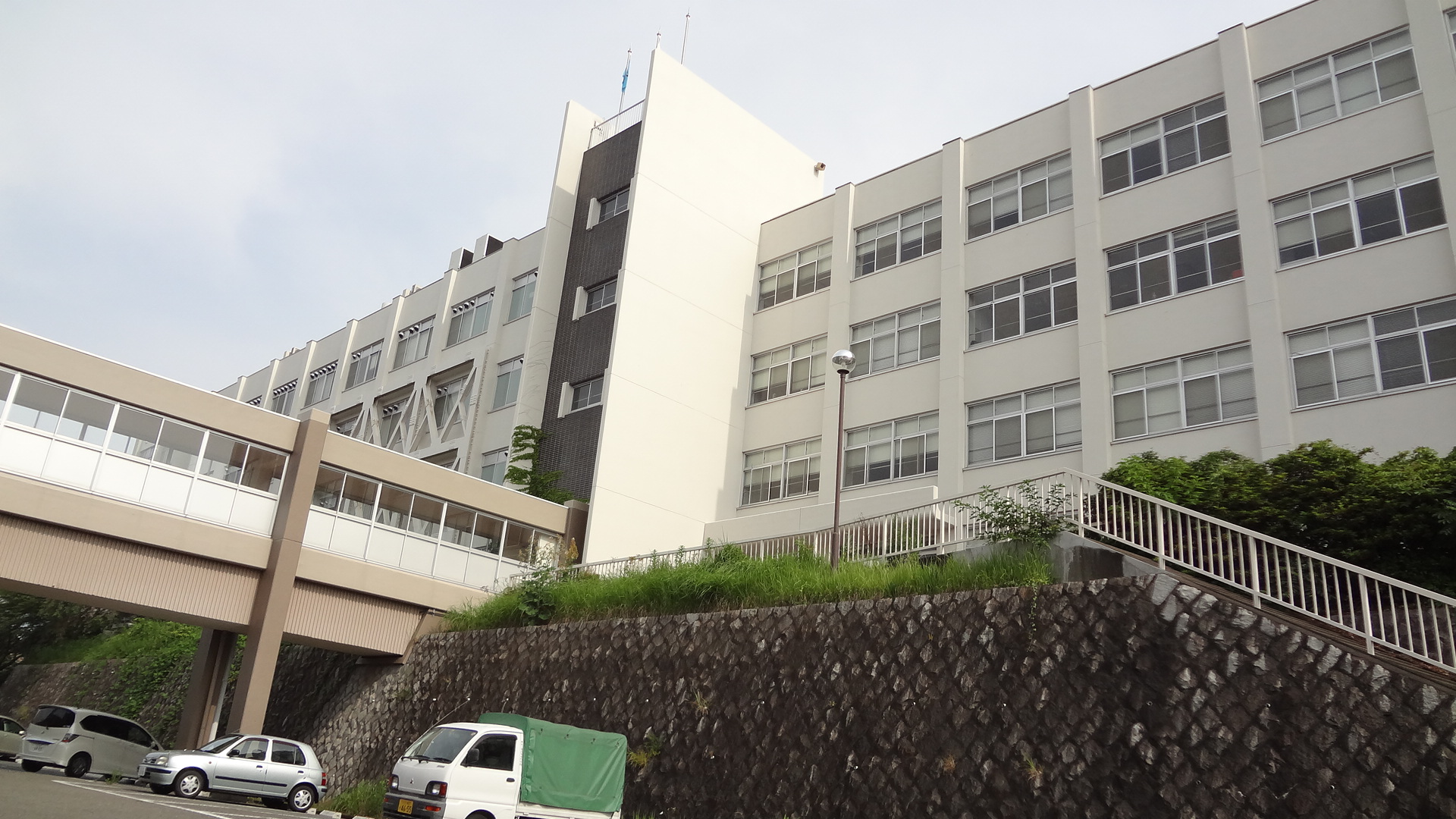
第2棟
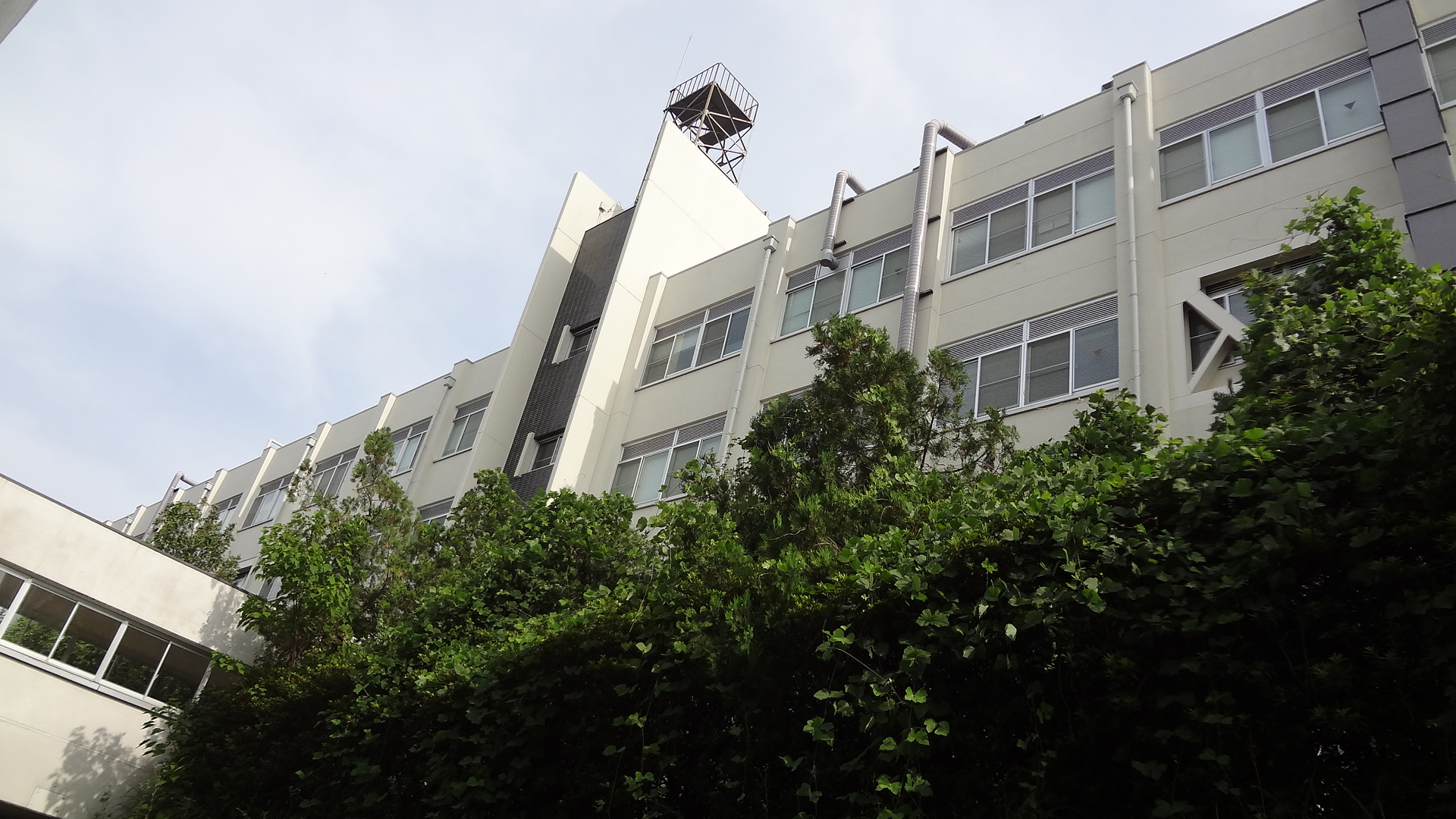
第3棟
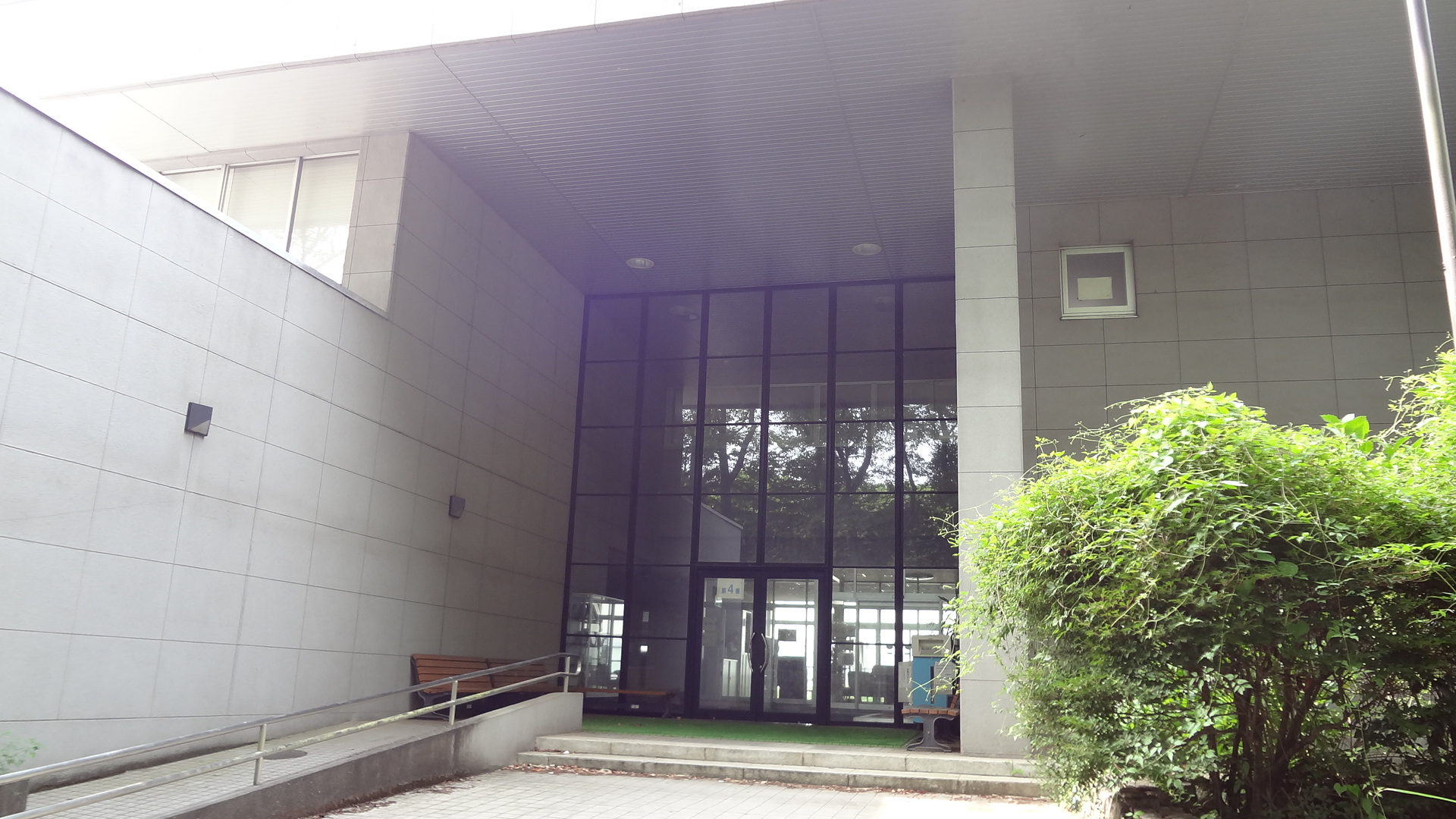
第4棟
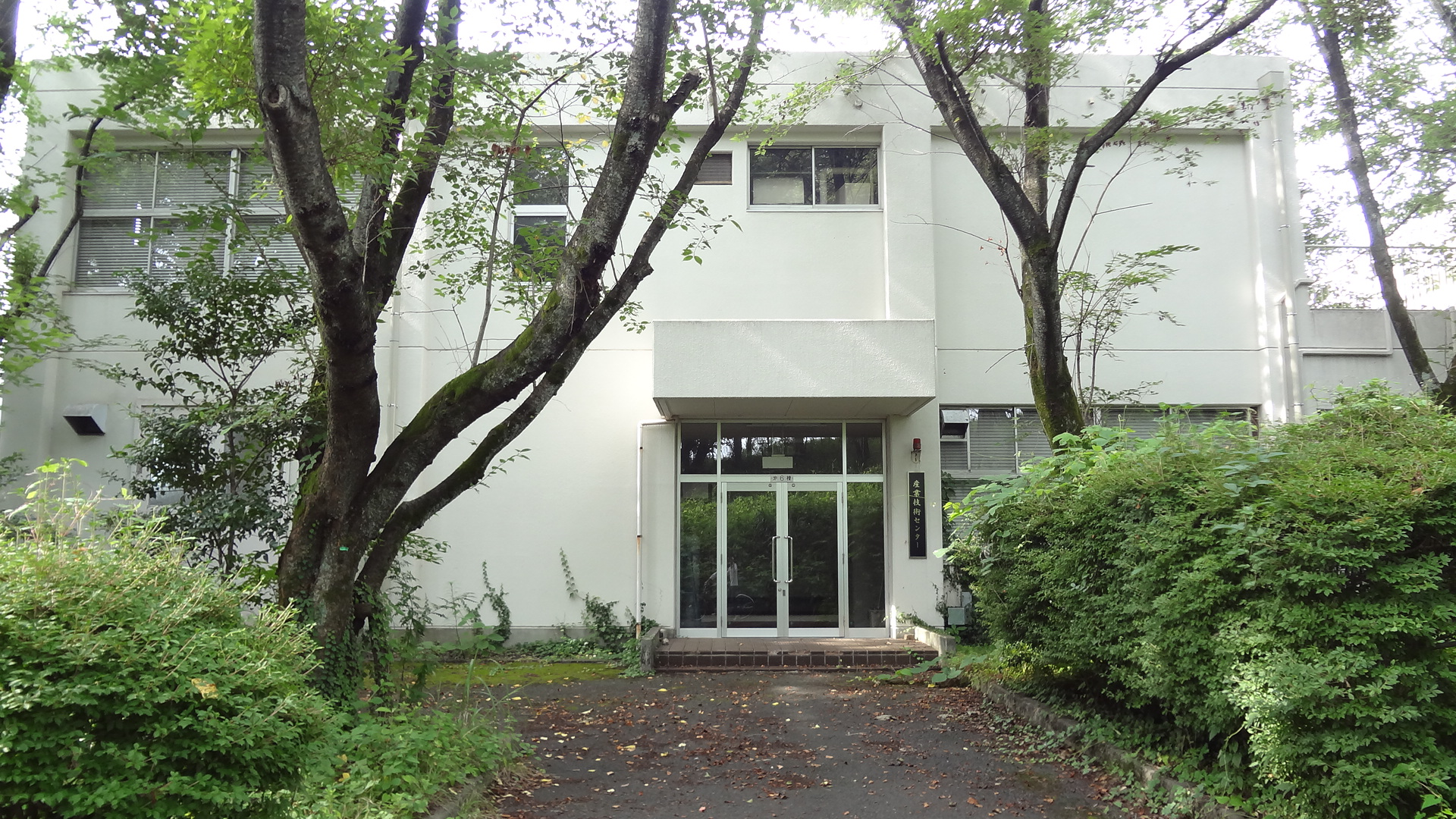
第6棟
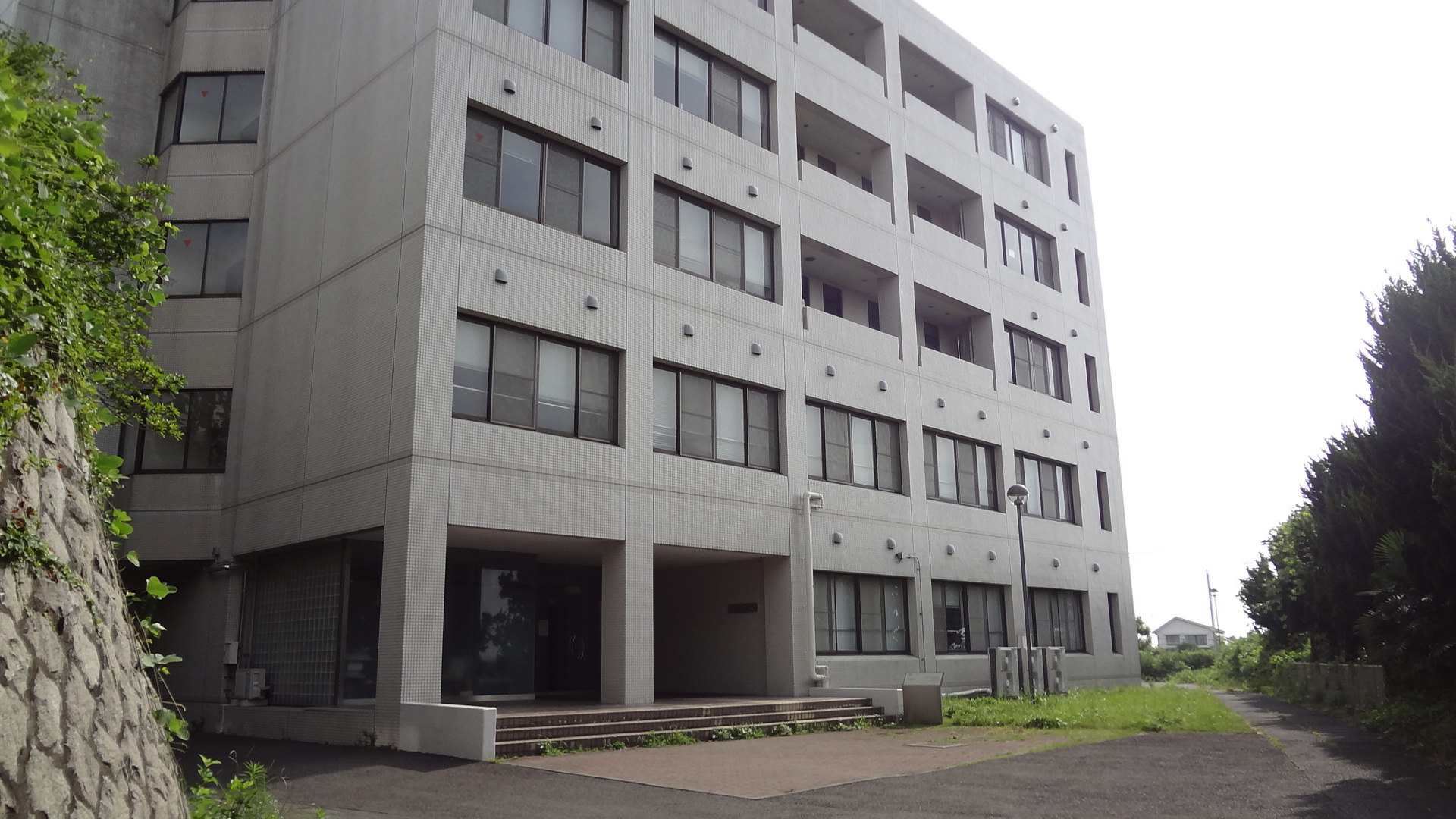
第7棟
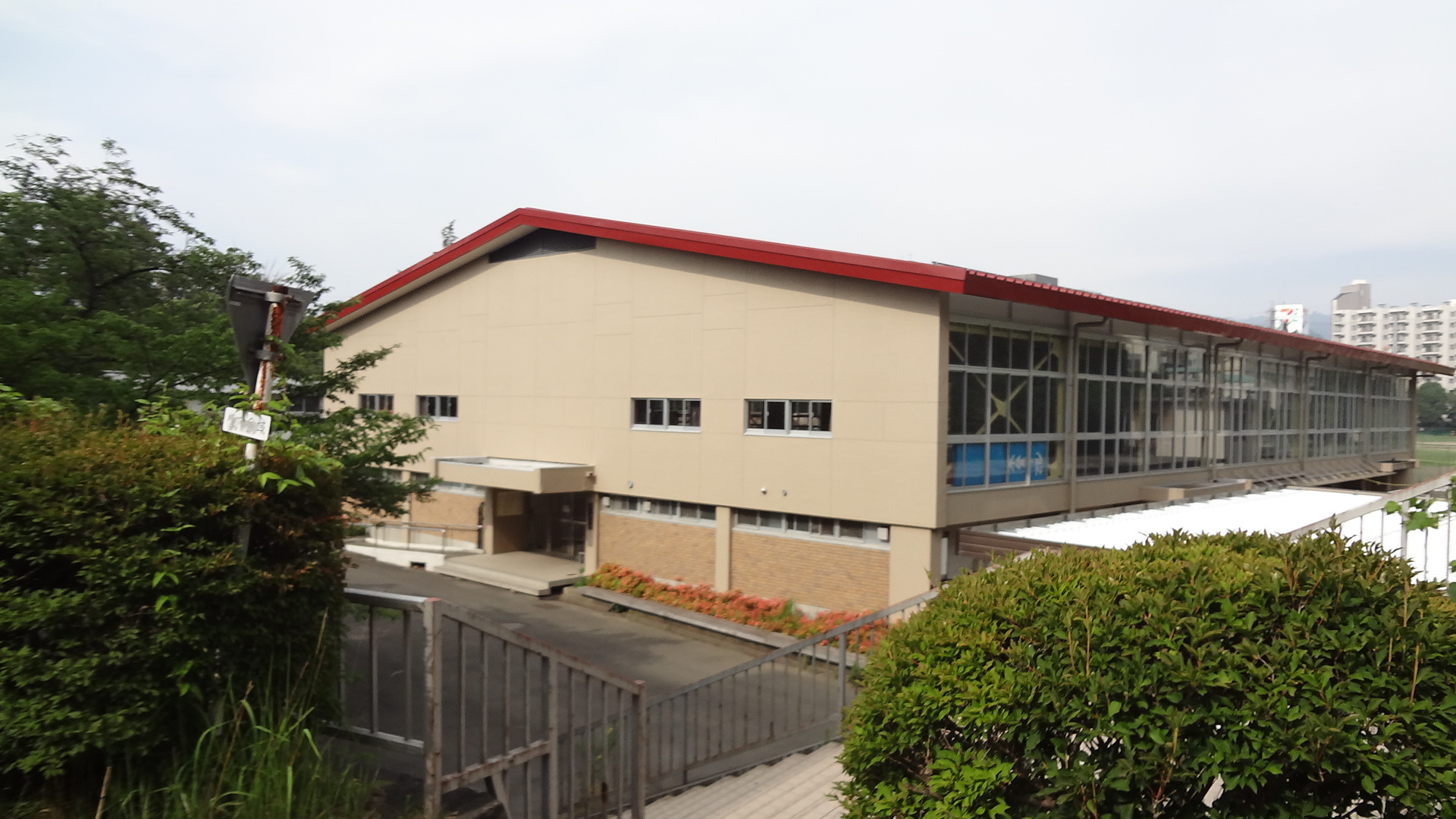
第一体育館
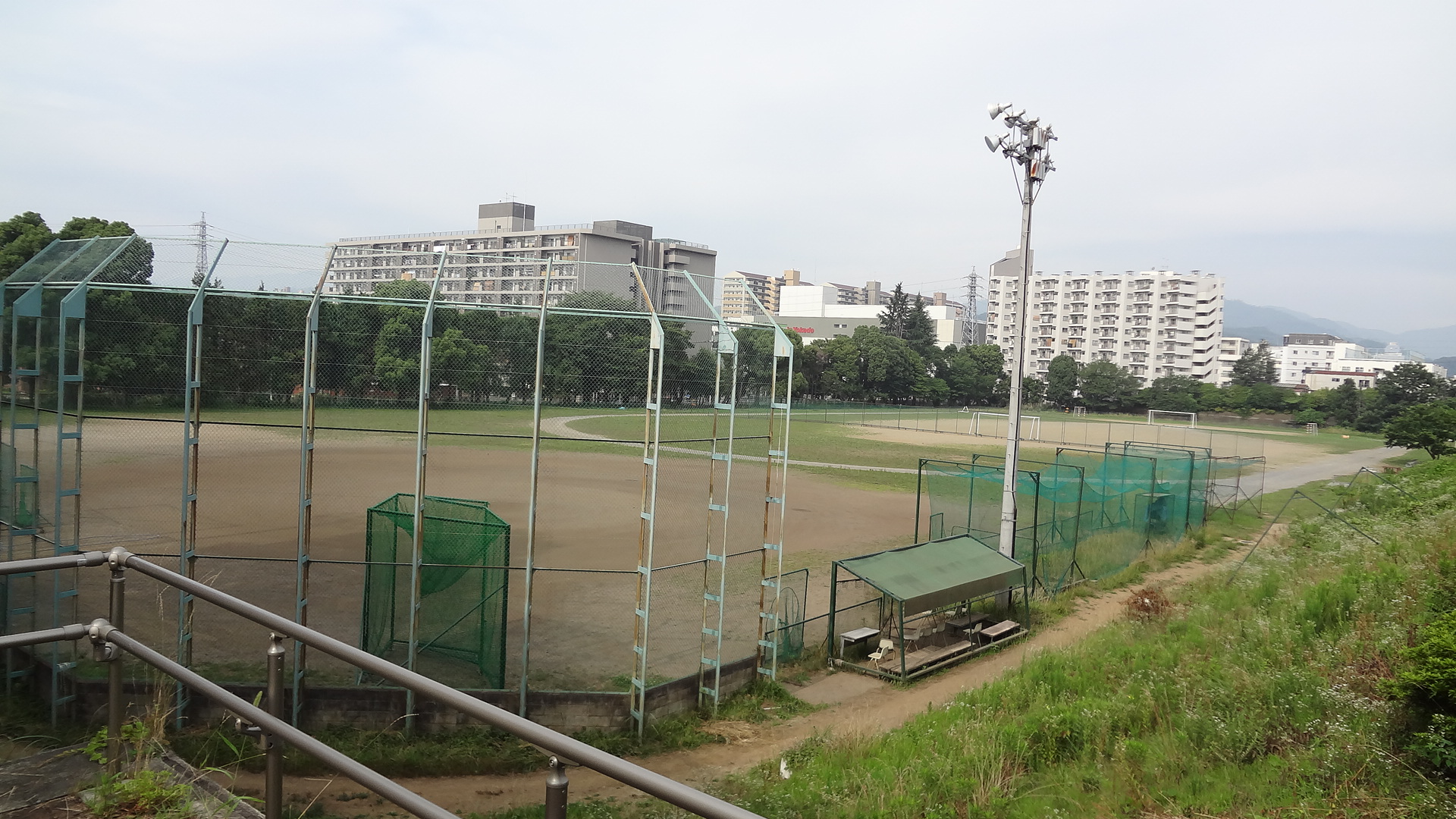
校庭
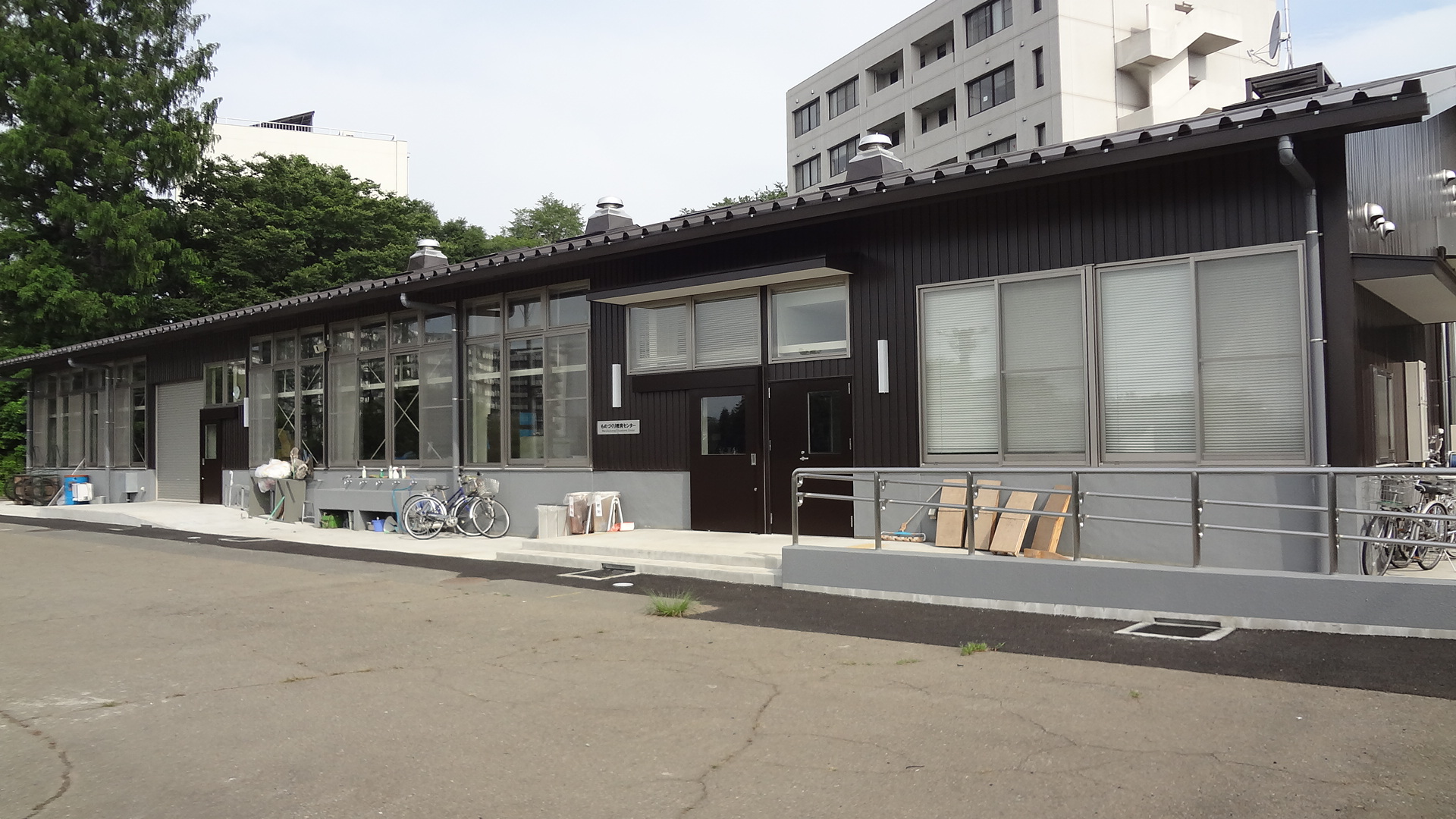
ものづくり教育センター
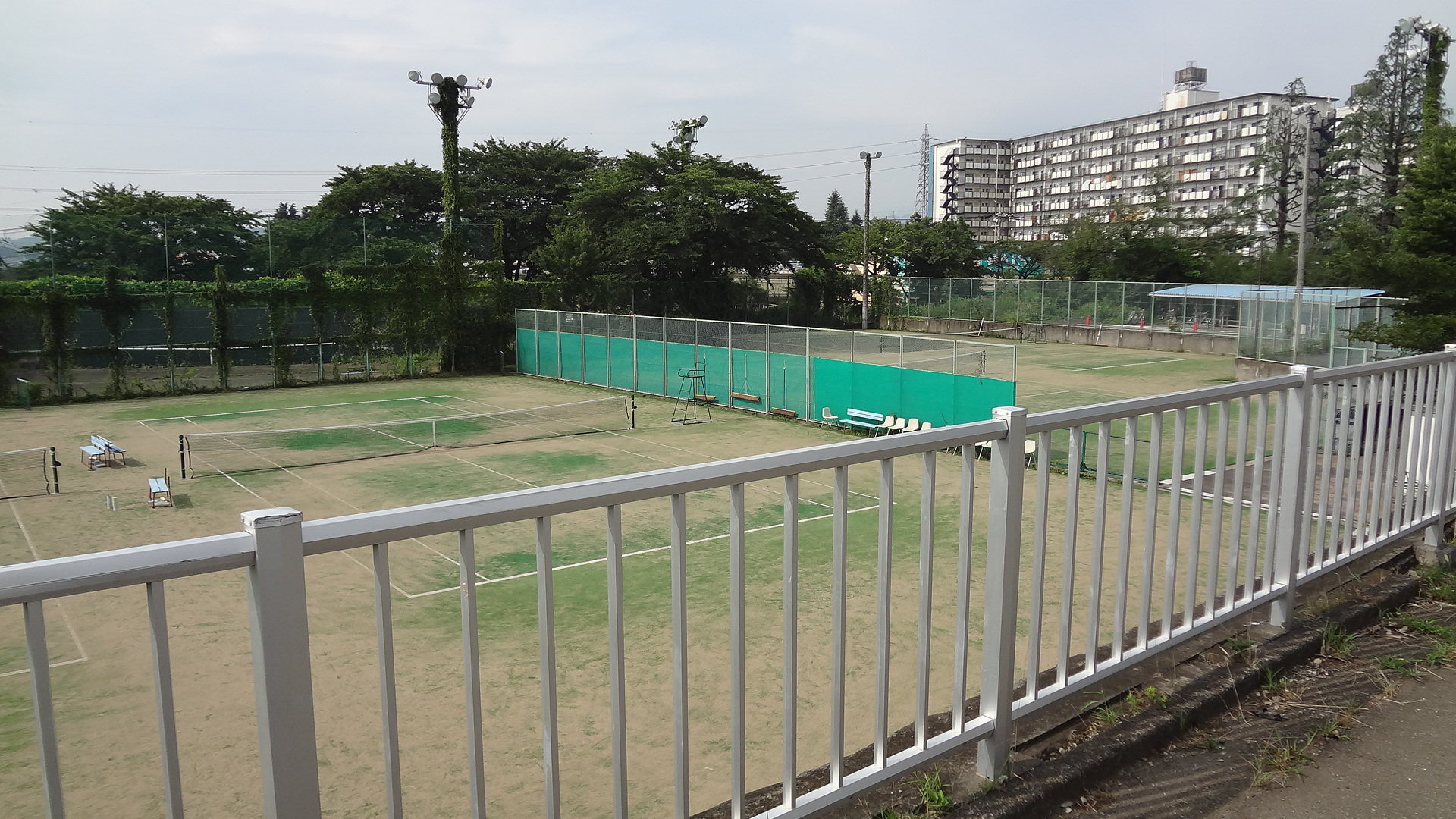
テニスコート
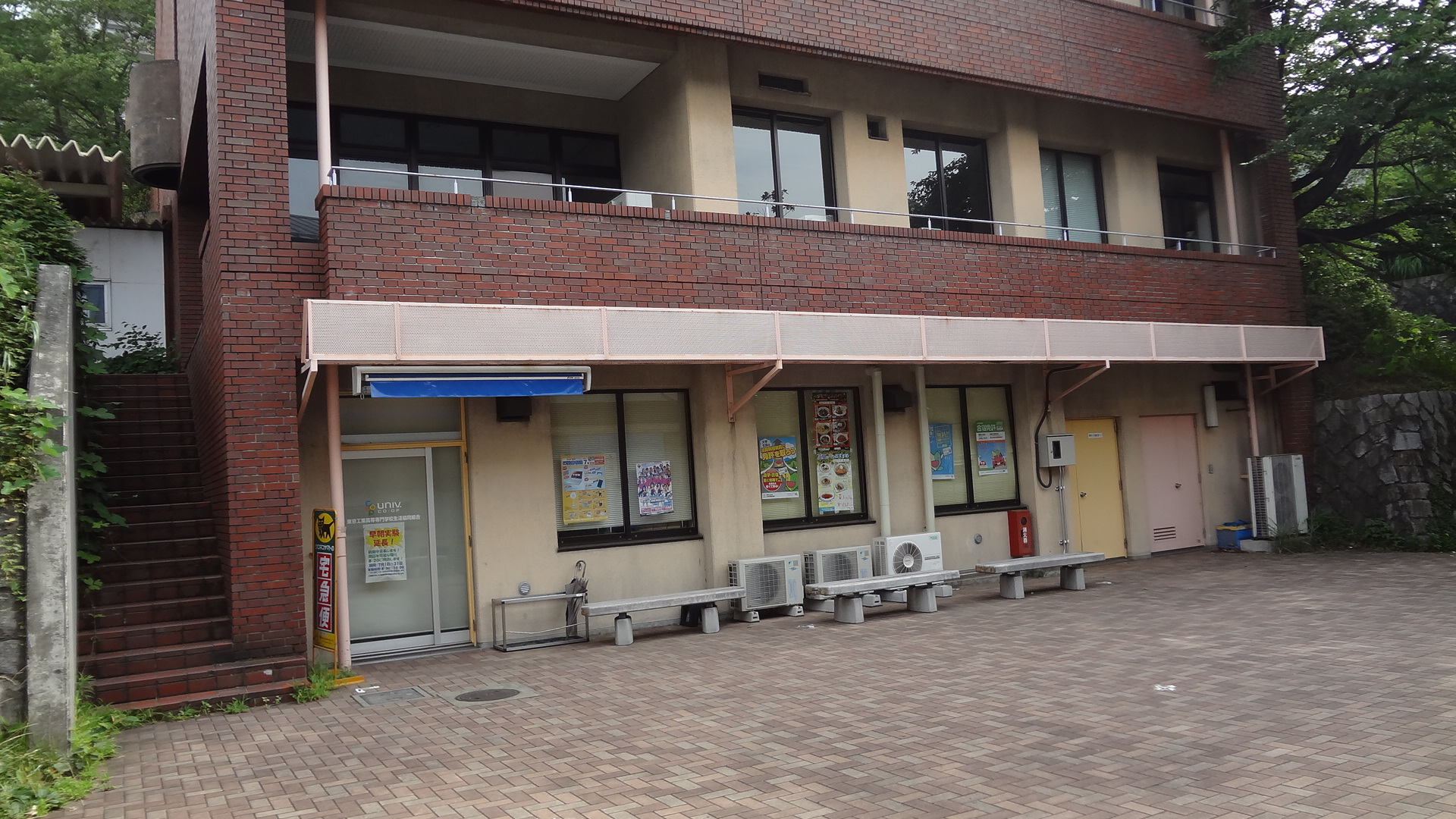
大学生協の売店
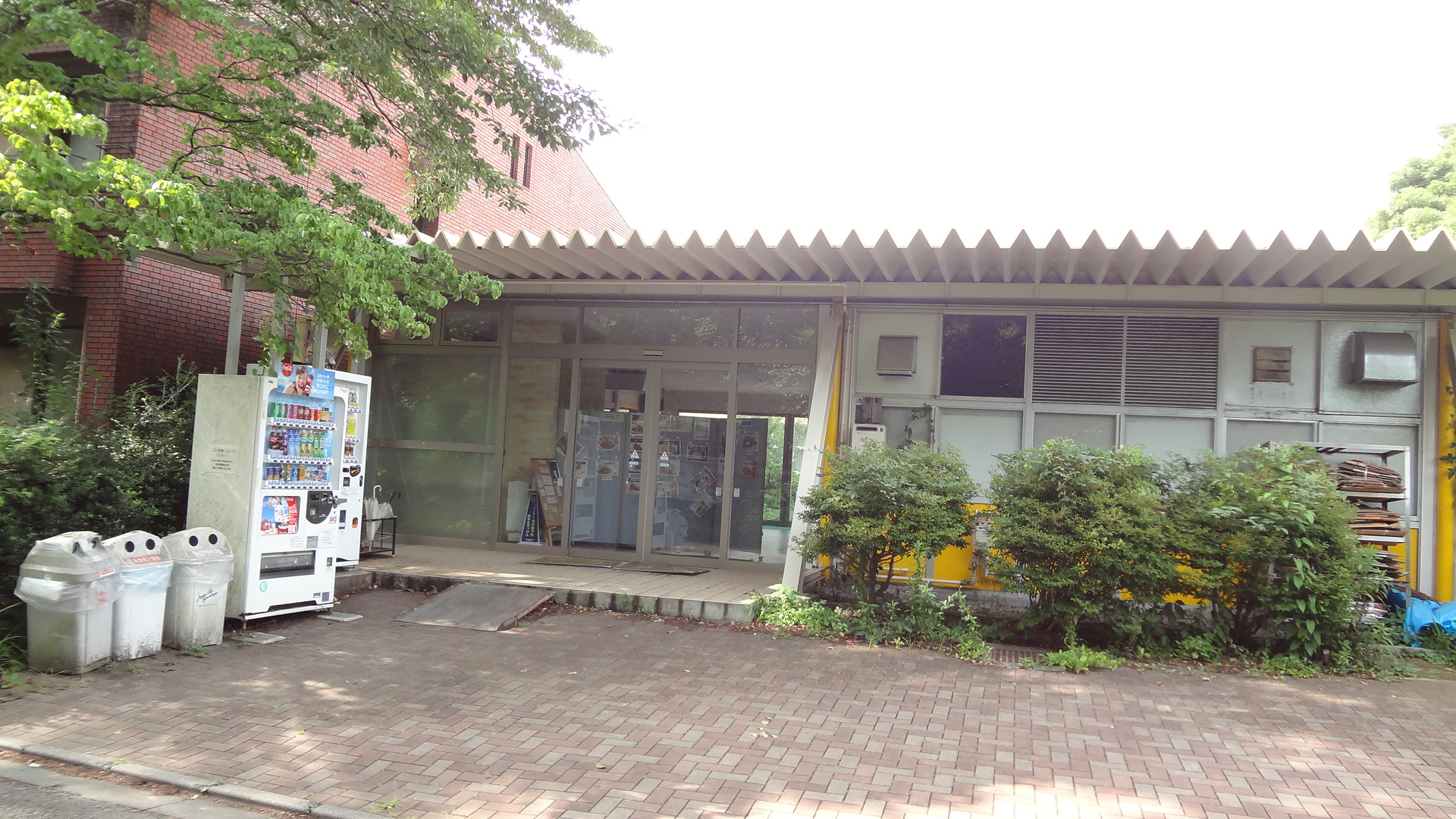
学生食堂
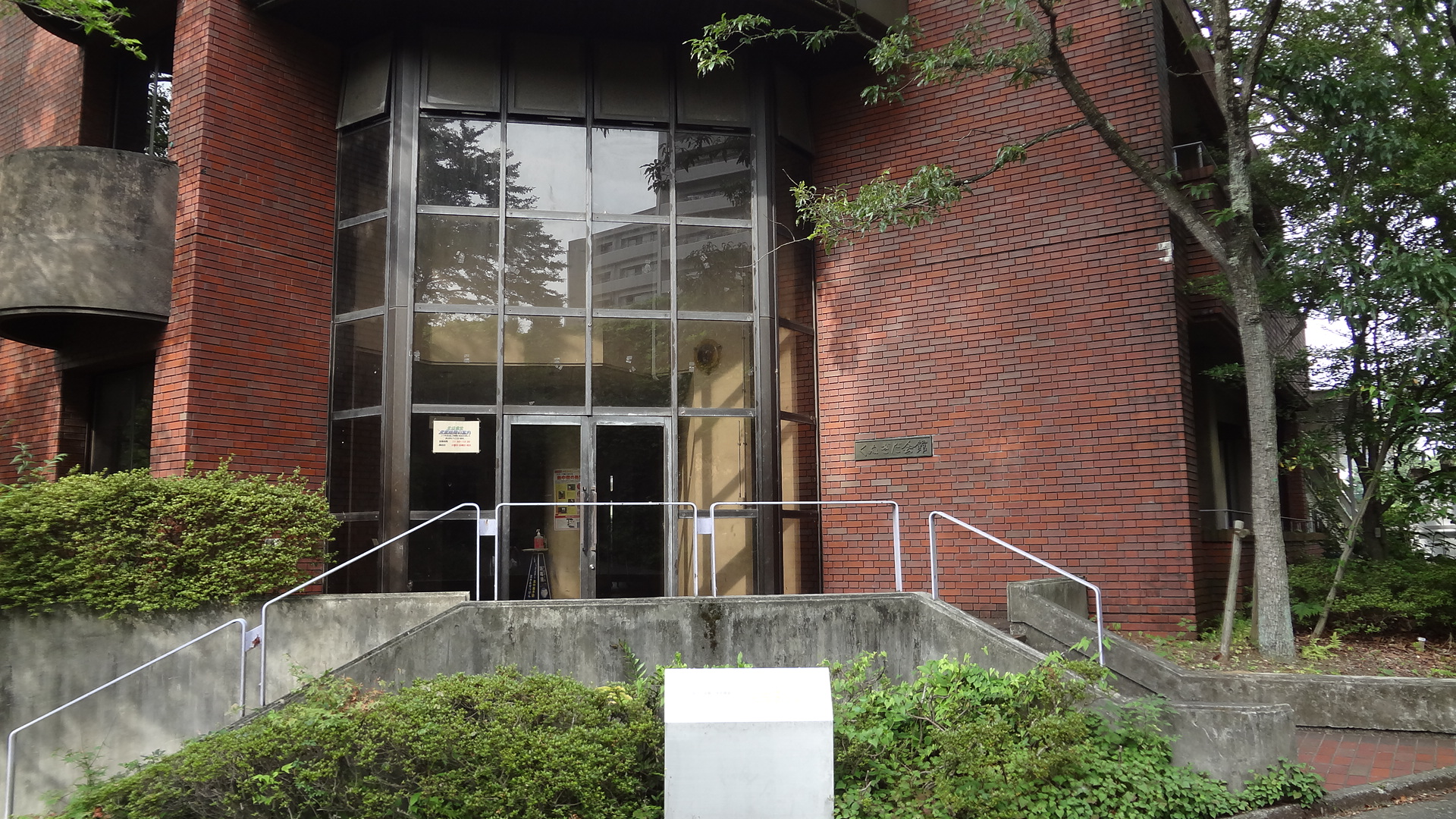
くぬぎだ会館

### 図書館
第4棟 （図書館棟）1・2階にある。集密書架を除き開架式。学校関係者以外でも八王子市に在住または勤務している場合は登録すれば使用することが出来る。開館時間は平日9:00～19:45、休日は10:15～16:45。休館日は日曜日、祝日、校長が定めた日。原則、5冊まで、14日間まで図書、雑誌、CDの貸し出しが可能。一度のみ、14日間の期間更新ができる（予約されておらず、返却を延滞していない場合）。返却が延滞した場合は、延滞日数分の貸し出しが禁止される。

### 学生寮

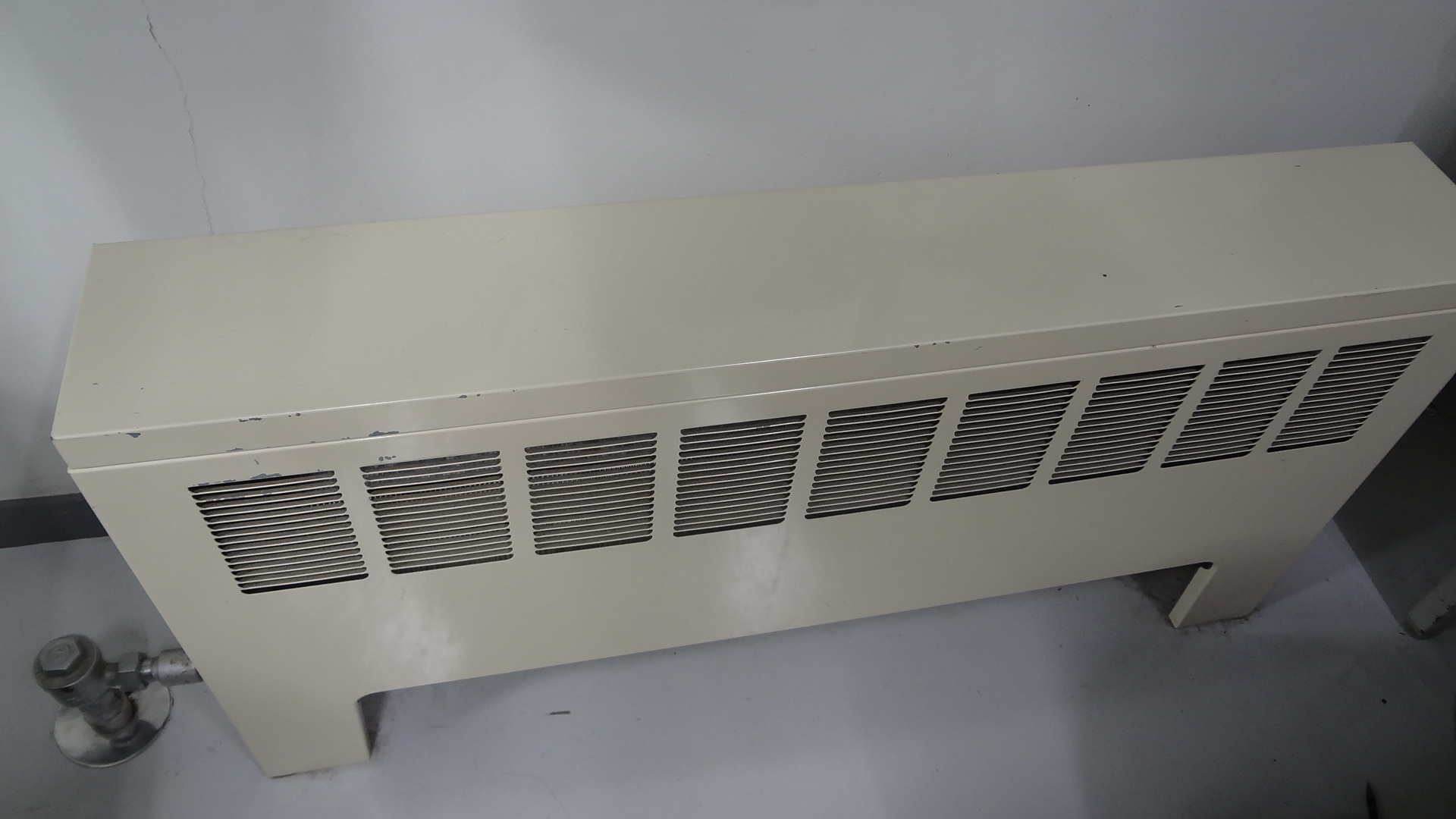
現在も残っているセントラルヒーティング

敷地内北西部に学生寮がある。椚田町に所在することからくぬぎだ寮と呼ばれる。定員は男子160名、女子42名。全寮制ではない。居室内の空調設備はセントラルヒーティングのみだったが、2013年度にエアコンが設置された。新第1寄宿舎棟以外の出入口はオートロックになっており、カードをかざすことによって解錠できる。自分の部屋がある寄宿舎棟と自分の性別側の第3寄宿舎棟以外には入ることができない。

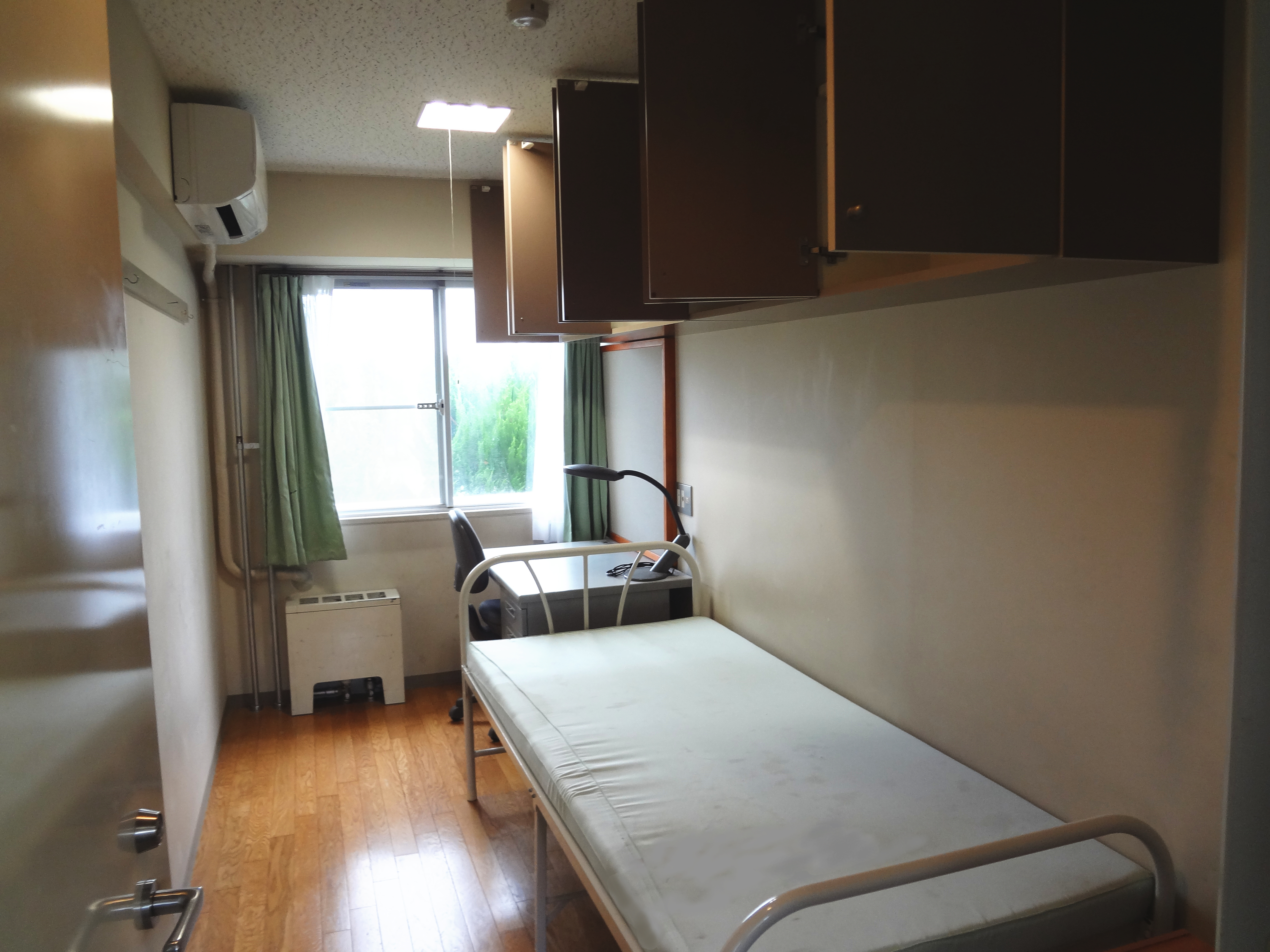
くぬぎだ寮 第2寄宿舎棟 室内

くぬぎだ寮は4つの施設にわかれている。

#### 現在使用されている施設
- 第2寄宿舎棟 : 1966年に竣工され、2000年に改修された。男子寮。4階建て。最大収容人数は83名。すべての部屋が1人部屋。3階にて第3寄宿舎棟男子側と渡り廊下で繋がっている。男子トイレ、補食室がある。
- 第3寄宿舎棟 : 1971年に竣工され、2001年に改修された。男子（1・2階東）・女子寮（2階西・3・4階）。4階建て。最大収容人数は男子側が48名、女子側が4名。北側が2人部屋であり、カーテンで区切られる。南側が1人部屋。男子側と女子側で入口が違う。男子トイレ、女子トイレ、補食室、女子浴室、シャワー室、舎監室、事務室がある。
- 国際寮 :2021年に竣工され、最大収容人数は男女各32名。計画当初は高学年の人と留学生のみの利用が許され、国際交流を主な目的として作られた。今までの寮より清潔感のある一方、ドアの上に大きな窓ができた等、設計がかつての寮と異なる。
- (新)第1寄宿舎棟 :2024年に竣工された。最大収容人数は男子24名で、全て1人部屋である。1階に寮食堂と男子大浴場、2階に居住スペースが用意されており、1階と2階の間の扉はオートロックとなっている。

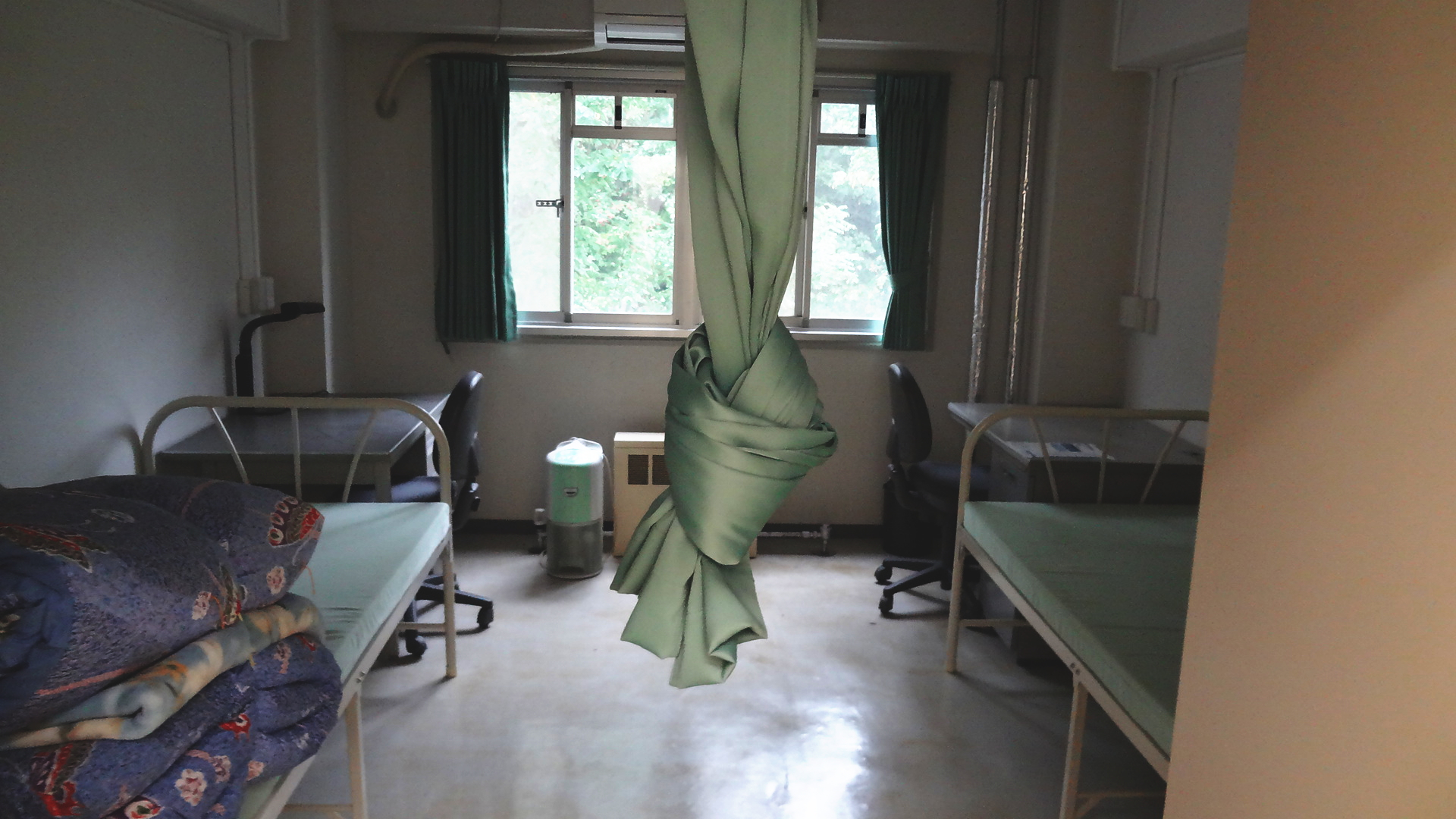
くぬぎだ寮 (旧)第1寄宿舎棟 室内

#### 過去に使用されていた施設
- (旧)第1寄宿舎棟 : 1966年に竣工され、2006年に改修された。男子寮。3階建て。最大収容人数は69名。北側が2人部屋であり、カーテンで区切られる。南側が1人部屋。他の寄宿舎と離れており、他の棟に行くには外に出なければならない（第2寄宿舎棟と地下通路で繋がっていたが、閉鎖された）。男子トイレ、補食室、シャワー室、ゲストルーム、倉庫がある。2021年度末に閉鎖され、2022年夏に解体された。
- 寮食堂棟 : 1966年に竣工され、2000年に改修された。1階建て。寮食堂・自習室（2021年では主に食堂として使われている）・男子浴室があった。2023年度末に閉鎖され、2025年春に解体された。

## 対外関係
23の大学等がある八王子市に所在する関係で、周辺の大学との連携を行っている。
- 大学コンソーシアム八王子
- 八王子学園都市大学
- 八王子未来学
- イノベーティブ・ジャパンプロジェクト

## 著名な出身者
- 田尻智（電気工学科卒業）[13] - 株式会社ゲームフリーク創業者・代表取締役社長、ゲームクリエイター、ポケモン開発者
- 細野秀雄（工業化学科中退）[14] - 東京工業大学教授、日本学士院賞・恩賜賞、トムソン・ロイター引用栄誉賞、紫綬褒章
- 細川幸一（機械工学科卒業）[15] - 日本女子大学教授、内閣府消費者委員会委員、内閣総理大臣表彰、一橋大学博士(法学)
- 佐藤マクファーレン優樹（中退）[16] - プロバスケットボール選手
- 中曽根祐司（機械工学科卒業）[17] - 東京理科大学名誉教授、元日本ばね学会会長
- 荒川淳平（情報工学科卒業）[18] - IzumoBASE株式会社(さくらインターネット株式会社子会社)代表取締役社長・情報処理推進機構認定未踏スーパークリエータ
- 佐藤類（情報工学科卒業）[19] - サイバーステップ株式会社創業者・代表取締役社長
- 田中正人（工業化学科卒業）[20] - イーストウインドプロダクション代表
- 青木邦章（機械工学科卒業）[21] - 株式会社スペースクリエイション代表取締役社長
- 笹本裕詞（機械工学科卒業）[22] - 八千代工業株式会社代表取締役社長、元ホンダ執行役員、元ホンダエンジニアリング株式会社社長
- 加藤朗（電子工学科卒業）[23] - 慶應義塾大学教授、東京大学特任教授、文部科学大臣表彰科学技術賞
- 大友龍三郎 (中退)[24] - 声優
- 鈴木良之（電気工学科中退）[25] - 防衛装備庁長官、防衛省人事教育局長、弁護士
- 田中正人 - アドベンチャーレーサー
- 山崎信英 - 株式会社アクエスト創業者・代表取締役

## 外部評価
- 「東京工業高等専門学校、企業による専攻科修了者の評価ならびに専攻科教育への要望―専攻科修了生に係る企業アンケートの結果報告」によると企業の工業高等専門学校専攻科修了者の評価は大学卒業者よりも極めて高いと言える。また、企業の評価および教育への要望では工業高等専門学校専攻科修了者の大学院修士課程への進学を推奨している点もあげられる。[26][27]